# Nitocrella calcaripes
Nitocrella calcaripes är en kräftdjursart som beskrevs av Damian och Lazar Botosaneanu 1954. Nitocrella calcaripes ingår i släktet Nitocrella och familjen Ameiridae. Inga underarter finns listade i Catalogue of Life.